# Petalocephala castanea
Petalocephala castanea är en insektsart som beskrevs av Kato 1931. Petalocephala castanea ingår i släktet Petalocephala och familjen dvärgstritar. Inga underarter finns listade i Catalogue of Life.